# Abraham Socha
Abraham Socha herbu Nałęcz z Długiego, Szczytna i Borkowa (ur. najprawdopodobniej ok. 1350, zm. 12 lub 16 sierpnia 1399) – mazowiecki krzyżowiec, zginął w bitwie nad Worsklą, syn Sędziwoja.
Dziedzic na Kraykowie, skąd ma pochodzić rodzina Kraykowskich h. Zagłoba, w roku 1382 otrzymał od księcia Siemowita IV wsie Borkowo i Sniedzanowo. Razem z Krzyżakami brał udział w wyprawach na Litwę.
W roku 1383 został mianowany przez Ziemowita, wojewodą płockim, prawdopodobnie wcześniej nie sprawował żadnego urzędu ziemskiego. Pomagał księciu w walkach zbrojnych o tron Polski.  W roku 1383 zdobył na rzecz Ziemowita miasto i zamek w Kowalu. W roku 1389 został wysłany przez księcia, na rozkaz króla Władysława Jagiełły, do spustoszenia wsi arcybiskupstwa gnieźnieńskiego. Został razem z księciem obłożony ekskomuniką, którą zdjął z nich biskup kujawski Henryk. Następnie dowodził wojskami, które zajęły Brześć, Kruszwicę, po czym poddały się całe Kujawy, został mianowany starostą kruszwickim.